# Камышлово (Аккайынский район)
Камышлово (каз. Камышлово) — село в Аккайынском районе Северо-Казахстанской области Казахстана. Село входит в состав Токушинского сельского округа. Код КАТО — 595857200.
В 6 км к северо-западу от села находится озеро Малое Долгое, в 7 км к северо-западу — озеро Большое Долгое, в 9 км к юго-западу — озеро Малое, в 12 км к северо-западу — озеро Кисельное.

## Население
На 1989 год в селе проживало 494 человека. В 1999 году численность населения села составляла 694 человека (346 мужчин и 348 женщин). По данным переписи 2009 года, в селе проживало 339 человек (182 мужчины и 157 женщин). Население по состоянию 2021 год - 228 человек 